# Mats Aronsson
Mats Aronsson (ur. 16 sierpnia 1951) – szwedzki piłkarz występujący na pozycji napastnika.
Jako zawodnik Landskrona BoIS w sezonie 1977 został królem strzelców Allsvenskan (15 goli), współdzieląc koronę z Reine Almqvistem. Po zakończeniu kariery, w latach 2007–2014 pracował jako dyrektor sportowy Landskrony. W 2014 został prezesem klubu IK Frej.